# Wubao-Gräber
Die Wubao-Gräber (chinesisch 五堡墓群, Pinyin Wǔbǎo mùqún) im Dorf Wubao 五堡乡 im StadtbezirkYizhou sind ein ca. 3200 Jahre altes Gräberfeld aus der Bronzezeit, in dem viele Mumien gut erhalten geblieben sind.
Die Gräber stehen seit 2006 auf der Liste der Denkmäler der Volksrepublik China (6-290).